# Lage Bijssel
Lage Bijssel is een buurtschap in de Nederlandse gemeente Elburg, gelegen in de provincie Gelderland. Het ligt in het uiterste westen van de gemeente; twee kilometer ten noorden van Nunspeet.